# Eupithecia subtiliata
Eupithecia subtiliata är en fjärilsart som beskrevs av Louis Beethoven Prout 1914. Eupithecia subtiliata ingår i släktet Eupithecia och familjen mätare. Inga underarter finns listade i Catalogue of Life.